# Кадисі
Кадисі́ (рос. Кадыси, башк. Кеҙесе) — присілок у складі Караідельського району Башкортостану, Росія. Входить до складу Новобердяської сільської ради.
Населення — 36 осіб (2010; 43 у 2002).
Національний склад:
- башкири — 100 %